# Pyrrhopygini
Los pirropiginos (Pyrrhopygini) son una tribu de lepidópteros ditrisios de la subfamilia Pyrginae  dentro de la familia Hesperiidae.

## Géneros
Tiene cuatro subtribus, una de ellos Zoniina es monotípico, conteniendo una sola  especie Zonia zonia. Las subtribus son:
- Oxynetrina
- Passovina
- Pyrrhopygina
- Zoniina

Géneros
- Amenis - Amysoria - Apyrrhothrix - Ardaris - Aspitha - Azonax - Chalypyge - Creonpyge - Croniades - Cyanopyge - Cyclopyge - Elbella - Granila - Gunayan - Jemadia - Jonaspyge - Melanopyge - Metardaris - Microceris - Mimardaris - Mimoniades - Mysarbia - Myscelus - Mysoria - Nosphistia - Ochropyge - Oxynetra - Parelbella - Passova - Protelbella - Pseudocroniades - Pyrrhopyge - Sarbia - Yanguna - Zonia